# Ted Heath (orkesterleder)
George Edward „Ted“ Heath (30. marts 1902 i London – 18. november 1969 i Virginia Water, Surrey) var en britisk orkesterleder, komponist og basunist.

## Liv og virke
Da hans far var leder af Wandsworth Borough Band, kom Ted Heath ret tidligt i kontakt med musikken. 
Allerede i en alder af 10 vandt han en tenor-horn -konkurrence. 14 år gammel spillede han basun.
Sine første penge tjente han som gademusiker. Omkring 1919 fik han lejlighed til at spille med i Doc Cooks Orkester, et 
i London gæstende Ragtime-orkester, hvormed også Sidney Bechet var kommet til England.
Heath blev 'opdaget' af orkesterlederen, Jack Hylton, der fastansatte ham i orkesteret.
Endvidere var han engageret 1924/25 hos Bert Firman, 1925/27 hos Jack Hylton og 1927/35 hos Bert Ambrose. 
Efter at have haft kontrakter med Sid Lipton og Geraldo fik han i 1944 af BBC tilbud om at starte sit eget orkester inden for Swing og moderne jazz. Fra 1945 spillede bandet hver søndag i Palladium i London.
Specielt i deres Big Band-repertoire var et arrangement oprindeligt skrevet for solo-piano London Suite af Fats Waller. 
Flere turnéer førte dem gennem Storbritannien, det europæiske fastland og 1956 for første gang i USA. 
Blandt hans seneste album, som han indspillede for plademærket 'London', var en række optagelser af 'node for node' kopieringer af arrangementer fra legendariske big bands.

## Weblinks
- Ted Heath Band, 1945 – 2000 Arkiveret 19. april 2010 hos  Wayback Machine på www.donlusher.com
- George Edward 'Ted' Heath Arkiveret 25. september 2009 hos  Wayback Machine på Wandsworth History Online
- Biografi i 'Bigband Library'